# Marich Ágoston
Marich Ágoston, auch A.H. de Marich, (* 19. November 1883 in Budapest; † November 1955 in Reit im Winkl) war ein ungarischer Polizeioffizier, Sprachlehrer und Pazifist. Ágoston gilt als ein wichtiger Förderer der Welthilfssprache Esperanto.

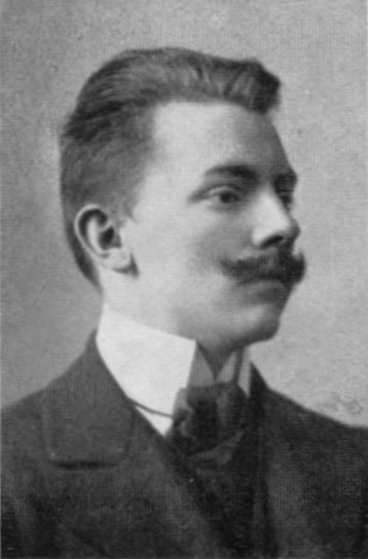
Marich Ágoston (1906)

## Leben
Ágoston war ein früher Anhänger der Esperanto-Bewegung. Als Polizeibeamter in Österreich-Ungarn zu Beginn des 20. Jahrhunderts versuchte er diese Welthilfssprache in die Polizeiarbeit einzuführen. 1908 gründete er die Esperanto-Zeitschrift Polica Revuo. In späteren Jahren lebte Ágoston in den Niederlanden.
Von den Nationalsozialisten wurde Ágoston als Staatsfeind eingestuft: 1940 wurde er vom Reichssicherheitshauptamt in Berlin, das ihn in Großbritannien vermutete, auf die Sonderfahndungsliste G.B. gesetzt, ein Verzeichnis von Personen, die im Falle einer Besetzung der Britischen Inseln durch die Wehrmacht von Sonderkommandos der SS, die den Besatzungstruppen nachfolgen sollten, mit besonderer Priorität ausfindig gemacht und verhaftet werden sollten.
Nach dem Zweiten Weltkrieg lebte Ágoston in Süddeutschland.

## Schriften
- Was ist Esperanto? Die internationale Umgangssprache, deren Zweck, Geschichte, Konstruktion, derzeitige Verbreitung, Organisation, deren Anhänger, Vorteile und die Esperanto-Bewegung. Budapest 1911
- Esperanto-Lehrkurs: Zsgest. aus der Zeitschrift "La Policisto" Der Polizist., 1926.
- Life versus Death. In: Rosicrucian Digest, vol. 27, 1949/50, S. 156.